# ۵۷۶ (میلادی)
۵۷۶ (میلادی) پانصد و هفتاد و ششمین سال تقویم میلادی است.

## درگذشتگان
‎